# 1927
1927 (MCMXXVII) fue un año común comenzado en sábado según el calendario gregoriano.

## Acontecimientos

### Enero
- 1 de enero: en Londres (Reino Unido) se realiza la primera emisión de la BBC (British Broadcasting Corporation).
- 2 de enero: en Tamaulipas (México) se da un enfrentamiento armado entre reos y funcionarios del Penal de Andonegui , dejando así gran cantidad de Policías y Guardias caídos , dando paso al Día del Policía en México
- 6 de enero: marines estadounidenses invaden Nicaragua por orden del presidente Calvin Coolidge.
- 7 de enero: entre Nueva York y Londres se realiza la primera llamada telefónica trasatlántica.
- 9 de enero: en Montreal, el teatro Laurier Palace se incendia por causas desconocidas, muriendo 78 niños.[1]
- 13 de enero: 
  - En el norte de la India se halla en unas excavaciones una estatua de Alejandro Magno.
  - Alemania e Italia firman un acuerdo para la construcción de una autopista Hamburgo-Milán.
  - Descubrimiento del testamento ológrafo del español Hernán Cortés, conquistador de México.
- 20 de enero: en la ciudad argentina de Concepción (provincia de Tucumán) se funda el Concepción Fútbol Club.
- 29 de enero: crisis política en Alemania, el Partido Socialista derriba el gobierno del católico Wilhelm Marx, pero éste logra seguir como canciller gracias a un difícil acuerdo con el Partido Nacionalista con mediación del presidente Paul von Hindenburg.[2]

### Febrero
- 1 de febrero: en México, el presidente Plutarco Elías Calles ordena a todos los sacerdotes católicos que se registren ante las autoridades federales.
- 3 de febrero: en Portugal, la oposición al gobierno del general Carmona organiza levantamientos militares en Lisboa y Oporto.
- 4 de febrero: 
  - El Gobierno mexicano levanta, excepto para los españoles, la prohibición que pesaba sobre los clérigos extranjeros para poder residir en el país.
  - El británico Malcolm Campbell bate el récord mundial de velocidad en automóvil con una media de 281,4 km/h.
- 5 de febrero: en París, la Conferencia de los Embajadores acepta que Alemania fortifique sus fronteras del sur y este, siempre que su desarme sea efectivo.
- 7 de febrero: en Barcelona, el gobernador civil prohíbe las audiciones de sardanas en sitios céntricos de la ciudad.
- 9 de febrero: en Portugal el general Carmona sofoca con violencia el movimiento revolucionario que estalló seis días antes.
- 11 de febrero: en Barcelona debuta la cantante española Concha Piquer.
- 12 de febrero: en Shanghái (China), las tropas británicas se realizan su primer desembarco.
- 13 de febrero: en Cali se funda el equipo de fútbol América de Cali.
- 14 de febrero: en Bosnia y Herzegovina se registra un terremoto de 6,0 que deja varios muertos.
- 18 de febrero: en Uruguay, Juan Campisteguy es proclamado presidente de la República.
- 19 de febrero: en Shanghái se realiza una huelga general en protesta por la presencia de tropas invasoras británicas.
- 21 de febrero: en Berlín se estrena la opereta El zarévich, de Franz Lehár.

### Marzo
- 1 de marzo: en una mina cercana a Monmouth (Gales), una explosión de grisú mata a 53 mineros y sepulta a otros 150.
- 7 de marzo: en la prefectura de Kioto se registra un terremoto de 7,0 que deja un saldo de casi 3.000 muertos y más de 7.000 heridos.
- 8 de marzo: en Cartagena el submarino español B6 obtiene el récord mundial al aguantar 72 horas sumergido.[3]
- 9 de marzo: entra en vigor la Convención sobre la Esclavitud.
- 10 de marzo: Albania mueve sus tropas por posible ataque de Yugoslavia.
- 20 de marzo: durante la Expedición del Norte, las tropas sudistas lideradas por Chiang Kai-shek consiguen hacerse con el control de la importante ciudad de Shanghái.[4]
- 22 de marzo: 
  - Entre España y Argentina se crea un servicio radiotelegráfico.
  - En México se funda el Cruz Azul.
- 23 de marzo: el poeta Antonio Machado es elegido para ocupar un sillón en la Real Academia Española.
- 24 de marzo: en China, poco después de la captura de Shanghái, las tropas sudistas se hacen también con el control de Nankín, donde tiene lugar el Incidente de Nankín, un enfrentamiento entre estas tropas y las tropas internacionales establecidas en la ciudad.[5]
- 30 de marzo: en Argentina se realiza la primera comunicación telegráfica con la Antártida, entre Ushuaia y la Base Orcadas.

### Abril
- 1 de abril: en Leuna (Alemania) se pone en marcha la primera gran instalación de licuefacción directa del carbón.
- 2 de abril: en Nueva York (Estados Unidos), el boxeador español Paulino Uzcudun vence por puntos al estadounidense Tom Heeney.
- 2 de abril: se produce la segregación de Navezuelas de Cabañas del Castillo.
- 5 de abril: Italia y Hungría firman un tratado de amistad, lo que es visto por Serbia como una amenaza.[6]
- 7 de abril: en Nueva York, los ingenieros de la Bell Telephone Company realizan la primera transmisión a distancia de imágenes.
- 12 de abril: tiene lugar la Matanza de Shanghái de 1927, el general chino Chiang Kai-shek ordena el arresto y asesinato de varios líderes obreros en Shanghái. Como consecuencia, el general es expulsado del Kuomintang, ya que este mantenía una alianza con el Partido Comunista de China. Por su parte, Chiang Kai-shek forma un nuevo gobierno alternativo con capital en Nankín.[7]
- 14 de abril: en la Ciudad de México, el revolucionario cubano Julio Antonio Mella (1903-1929) funda la revista América Libre.

- 14 de abril: Un terremoto de 7,1 deja 3 fallecidos en la Provincia de Mendoza en Argentina.
- 15 de abril: Tiene lugar la Gran inundación del Misisipi de 1927, el desbordamiento de río más destructivo de la historia de los Estados Unidos.[8]
- 19 de abril: En México, durante la guerra Guerra Cristera, los rebeldes cristeros asaltan el tren que comunicaba Ciudad de México con Guadalajara, disparando a los pasajeros e incendiando el tren con toda la gente dentro, matando a más de 150 personas.[9]
- 20 de abril: En Japón tiene lugar la Crisis financiera Shōwa, que a su vez provoca una crisis política, sustituyendo el gobierno del Kenseikai liderado por Wakatsuki Reijirō, por el de su rival el Rikken Seiyūkai liderado por Tanaka Giichi.[10]
- 23 de abril: En Italia se aprueba la Carta del Lavoro, por la que se regulan las relaciones entre trabajadores y empleadores, según el modelo económico corporativista.[11]
- 24 de abril: en Murcia (España) se celebra la Coronación Canónica de la Virgen de la Fuensanta, patrona de esa ciudad.
- 27 de abril: en Santiago de Chile, el general Carlos Ibáñez del Campo ―vicepresidente de ese país― funda la organización policial Carabineros de Chile mediante el decreto con fuerza de ley n.º 2484.

### Mayo
- 3 de mayo: en Valladolid durante un partido de fútbol entre el Real Unión Deportiva y el Colo-Colo chileno, durante su gira europea, el capitán de este último, David Arellano muere de un rodillazo en el estómago.[12]
- 4 de mayo: finaliza la Guerra Constitucionalista de Nicaragua, tras un acuerdo entre los bandos liberal y conservador.[13]
- 8 de mayo: los pilotos franceses Charles Nungesser y François Coli despegan de París con destino a Nueva York en un vuelo sin escalas, para ganar así el Premio Orteig. Por desgracia, nunca llegaron a su destino y nunca más se supo de ellos.
- 9 de mayo: la ciudad de Canberra es elegida la nueva capital de Australia, remplazando a Melbourne.[14]
- 12 de mayo: en Londres, la empresa ARCOS,[15] de capital y personal soviético, es asaltada y sometida a un riguroso registro por la policía, bajo acusaciones de espionaje. Este episodio empeorará considerablemente las relaciones entre el Reino Unido y la Unión Soviética.[16]
- 14 de mayo: en Hamburgo (Alemania) se celebra el bautismo del barco Cap Arcona, de la empresa Blohm & Voss.
- 18 de mayo: en Bath (Míchigan) Andrew Kehoe, funcionario del municipio, vuela la mitad del colegio del pueblo con dinamita, asesinando a 44 niños, salvándose la otra mitad porque otras bombas no explotaron. En el momento de su detención se inmoló asesinando a los policías que estaban cerca.[17]
- 21 de mayo: Charles Lindbergh llega a París desde Nueva York realizando el primer vuelo transoceánico sin escalas de la historia y ganando con ello el Premio Orteig.
- 23 de mayo: en la montañosa provincia de Gansu (China), a 1.300 kilómetros al oeste de Pekín, se registra un terremoto de 7,6, que deja un saldo de 40.900 víctimas.
- 24 de mayo: 
  - Se funda el Club de Fútbol Profesional de la Universidad de Chile
  - El gobierno británico rompe relaciones diplomáticas con la Unión Soviética, acusando a los rusos de espionaje.
- 25 de mayo: Grave accidente ferroviario en Pulpí(Almería). Un tren cargado de hierro pierde los frenos y alcanza a otro, provocando cerca de 20 muertos y varias decenas de heridos.[18]

### Junio
- 2 de junio: en Villa Elisa (Argentina), se funda el Club Atlético Villa Elisa.
- 5 de junio: en China durante la Expedición del Norte, tras la importante victoria de los ejércitos del Kuomintang sobre los caudillos del Norte en la provincia de Henan, el caudillo del norte Yan Xishan, hasta entonces neutral, decide unirse al Kuomintang.[19]
- 20 de junio: en Ginebra tiene lugar la Conferencia Naval[20] para reducir los armamentos navales entre Estados Unidos, Reino Unido y Japón. La conferencia será un fracaso y no se llegará a ningún acuerdo.[21]
- 26 de junio: Un terremoto de 6,0 sacude la península de Crimea desencadenando un tsunami.
- 28 de junio: en España, se funda la aerolínea Iberia.
- 28 de junio: en España se crea la Ley del Monopolio de Petróleos de 1927, por la que se crea la empresa semipública Campsa. También el mismo día se crea la aerolínea Iberia.

### Julio
- 3 de julio: en un plebiscito realizado en la localidad de Cerro Chato, departamento de Durazno (Uruguay) sufragan por primera vez las mujeres en América del Sur.
- 8 de julio: tras la rendición del último líder rifeño rebelde, el general José Sanjurjo, Alto comisario de Marruecos, da oficialmente por terminada la guerra del Rif.[22]
- 10 de julio: en Dublín, es asesinado el vicepresidente y ministro de justicia del Estado Libre Irlandés, Kevin O'Higgins, por miembros del IRA.[23]
- 11 de julio: en la ciudad palestina de Jericó un devastador terremoto de 6,3 deja 287 fallecidos.
- 15 de julio en Viena tiene lugar la Revuelta de julio de 1927  de socialistas y comunistas contra el gobierno del canciller Ignaz Seipel. La revuelta será un fracaso y se saldará con 89 muertos y más de 600 heridos.[24]
- 18 de julio: en España, el rey decreta la creación de aeródromos en Madrid, Barcelona, Valencia, Sevilla, Alicante, Málaga y Burgos.
- 20 de julio: la muerte del rey Fernando I de Rumania crea una grave situación, dejando a su país al borde de una guerra civil entre los partidarios del príncipe Carlos y los del primer ministro Ion Brătianu. De momento el nuevo rey será el nieto del difunto, Miguel I de Rumania, de 5 años, asistido por un consejo de regencia.[25]
- 20 de julio: en Chile se promulga el decreto ejecutivo 3876 del Ministerio de Instrucción Pública que restablece a partir del 12 de octubre del mismo año la enseñanza y el uso oficial en ese país de la ortografía de la Real Academia Española en sustitución de la Ortografía de Bello que estuvo vigente desde 1844.
- 26 de julio: en España, se funda la Federación Anarquista Ibérica, como la unión de grupos anarquistas españoles y portugueses.

### Agosto
- 1 de agosto: en China tiene lugar la Revuelta de Nanchang por miembros del PCCH. Esta revuelta se considera el inicio de la guerra civil china.
- 6 de agosto: en el Diario Oficial de la República de Chile se publica el decreto ejecutivo que restituye en ese país las normas ortográficas de la Real Academia Española en reemplazo de la Ortografía de Bello.
- 12 de agosto: en Portugal, el militar Filomeno da Cámara[26] fracasa al intentar dar un golpe de Estado contra el general Carmona.[27][28]
- 16 de agosto: Se firma el acuerdo hispano-luso por el que se fijan las condiciones de aprovechamiento hidroeléctrico del río Duero que culminará con la construcción de los Saltos del Duero.
- 16 de agosto: Tiene lugar la competición Dole Air Race[29] consistente en llegar en avión desde California a Hawái. De los 15 aviones participantes, sólo 5 llegaron a despegar correctamente, llegando sólo 2 a su destino, desapareciendo en el océano los otros 3. En total murieron 10 aviadores durante la competición.
- 23 de agosto: En Massachusetts, tras más de 7 años de espera, son finalmente ejecutados los anarquistas italianos Sacco y Vanzetti, provocando protestas por todo el mundo.[30]
- 31 de agosto: Amaryllis (asteroide 1085): asteroide descubierto por Karl Wilhelm Reinmuth.

### Septiembre
- 2 de septiembre: En España, los clubes de fútbol no se ponen de acuerdo sobre cómo realizar la Liga Española de Foot-ball, por lo que ese año se celebraron 2 ligas distintas.[31]
- 9 de septiembre: En Lituania tiene lugar una importante rebelión contra el gobierno dictatorial de Antanas Smetona en la ciudad de Tauragė, que es violentamente reprimida con cientos de detenidos y 11 ejecutados.[32]
- 12 de septiembre: En España, el rey Alfonso XIII firma el decreto estableciendo la Asamblea Nacional Consultiva.[33]
- 12 de septiembre: Un terremoto de 6,7 sacude la península de Crimea desencadenando un tsunami y dejando 12 muertos.
- 18 de septiembre: En Alemania, durante la inauguración de un monumento a la Batalla del Tannenberg, el presidente Paul von Hindenburg pronunció un polémico discurso ensalzando a Alemania y negando su responsabilidad en la guerra, generando una crisis diplomática con Francia y Bélgica por ir contra el Tratado de Versalles.[34]
- 21 de septiembre: División provincial de Canarias en dos provincias Las Palmas y Santa Cruz de Tenerife

### Octubre
- 2 de octubre: en la Basílica Catedral de Lima (Perú) se corona canónicamente la estatua de Nuestra Señora del Rosario de Lima.
- 3 de octubre: en México, tras la candidatura del general Álvaro Obregón a la presidencia de México, su principal opositor, el general Francisco R. Serrano se rebela, pero es capturado y ejecutado.
- 3 de octubre: Sucede la Matanza de Huitzilac en México, en la cual son asesinados el general Francisco Serrano y 13 de sus colaboradores.
- 6 de octubre: en España, la UGT decide tras una votación no participar en la Asamblea Nacional Consultiva como les habían pedido, lo cual supone un duro golpe a la dictadura de Miguel Primo de Rivera.[35]
- 6 de octubre: en Estados Unidos se estrena la película The jazz singer (El cantante de jazz), de Warner Brothers, primera película sonora de la historia.
- 10 de octubre: en España, empieza a funcionar la Asamblea Nacional Consultiva.[36]
- 25 de octubre: el transatlántico italiano Princesa Mafalda[37] se hunde frente a las costas de Brasil. Aunque se consiguieron salvar más de 900 vidas, murieron más de 360, considerándose como el "Titanic italiano", el mayor desastre naval de la historia de Italia.[38]
- 26 de octubre: El político rumano Mihail Manoilescu regresa a su país desde París con documentos del pretendiente Carlos, pero es detenido y encarcelado por orden del presidente Ion Brătianu[39] Empiezan protestas en favor del pretendiente por todo el país.
- 30 de octubre: En Perú Comienza la 11.ª edición de Copa América.

### Noviembre
- 4 de noviembre: en Santa Bárbara, California se registra un terremoto de 7,3 que provoca un tsunami que deja varios daños.
- 12 de noviembre: León Trotski es expulsado del Partido Comunista de la Unión Soviética, dejando a Iósif Stalin con el control de la Unión Soviética.

14 de noviembre: en México se produce un atentado contra el general Álvaro Obregón, que logra salir ileso. Como consecuencia se acentuará aún más la represión contra el movimiento cristero.
- 27 de noviembre: En Lima (Perú) Finaliza la Copa América y Argentina es Campeón por Tercera Vez.
- 29 de noviembre: En Sonora (México) se funda Ciudad Obregón. Alexander Alekhine es coronado campeón mundial de ajedrez.

### Diciembre
- 14 de diciembre: En España tiene lugar el primer vuelo comercial, operado por Iberia, entre Madrid y Barcelona.[40]
- 15 de diciembre: En Los Ángeles, la niña de 12 años Marion Parker es secuestrada, asesinada y descuartizada por William Edward Hickman.
- 22 de diciembre: En la Provincia de Mendoza (Argentina) se funda el Atlético Club San Martín.

## Nacimientos

### Enero
- 1 de enero: 
  - Maurice Béjart, bailarín y coreógrafo francés (f. 2007).
  - Vernon L. Smith, economista estadounidense.
- 9 de enero: Rodolfo Walsh, escritor y periodista argentino (f. 1977).
- 11 de enero: John Lynch, historiador británico (f. 2018).
- 17 de enero: Eartha Kitt, actriz y cantante estadounidense (f. 2008).
- 19 de enero:
  - Carlos Oviedo Cavada, cardenal chileno (f. 1998).
  - Michael M. Rea, empresario y mecenas estadounidense (f. 1996).
- 24 de enero: Jean Raine, pintor, escritor y cineasta belga (f. 1986).
- 25 de enero: 
  - Tom Jobim, compositor brasileño (f. 1994).
  - Sara Rus, activista argentina judía de origen polaco, madre de plaza de Mayo y sobreviviente de Auschwitz (f. 2024).
- 30 de enero: Olof Palme, primer ministro sueco (f. 1986).
- 31 de enero: Lorraine Warren, clarividente profesional y médium (f. 2019).

### Febrero
- 2 de febrero: Stan Getz, saxofonista de jazz estadounidense (f. 1991).
- 3 de febrero: Kenneth Anger, cineasta, escritor y pintor estadounidense (f. 2023).
- 7 de febrero: Juliette Gréco, cantante y actriz francesa (f. 2020).
- 14 de febrero: Lois Maxwell, actriz canadiense (f. 2007).
- 16 de febrero: June Brown, actriz (f. 2022).
- 18 de febrero: Osvaldo Bayer, historiador, escritor y periodista anarquista argentino (f. 2018).
- 20 de febrero: 
  - Sidney Poitier, actor estadounidense (f. 2022).
  - Lucho Argaín, cantante y compositor colombiano (f. 2002).
- 21 de febrero: Hubert de Givenchy, diseñador de modas francés (f. 2018).
- 23 de febrero:  
  - Mirtha Legrand, presentadora de televisión y actriz argentina.
  - Silvia Legrand, actriz argentina (f. 2020).
- 24 de febrero: Emmanuelle Riva, actriz francesa (f. 2017).
- 26 de febrero: 
  - Manuel Conde-Pumpido Ferreiro, magistrado español (f. 2020).
  - James Jimmy Kantor, abogado sudafricano, víctima del apartheid (f. 1974).
  - María Victoria, actriz, cantante y comediante mexicana.

### Marzo
- 1 de marzo: 
  - Harry Belafonte, cantante estadounidense (f. 2023).
  - Salvador Pániker, filósofo, ingeniero y escritor español (f. 2017).
- 6 de marzo: Gabriel García Márquez, escritor y periodista colombiano, premio nobel de literatura en 1982 (f. 2014).
- 7 de marzo: James Broderick, actor estadounidense (f. 1982).
- 8 de marzo: Hugo Avendaño barítono y actor mexicano (f. 1998).
- 9 de marzo: 
  - Irma Torres, actriz mexicana (f. 2010).
  - Jaime de Armiñán, cineasta y escritor español.(f. 2024).
- 10 de marzo: Jupp Derwall, futbolista y entrenador alemán (f. 2007).
- 11 de marzo: Josep Maria Subirachs, pintor y escultor catalán (f. 2014).
- 12 de marzo: Raúl Alfonsín, abogado, político, estadista y presidente argentino entre 1983 y 1989 (f. 2009).
- 15 de marzoː Maija Isola, pintora y diseñadora textil finlandesa (f. 2001).
- 21 de marzo: Hans-Dietrich Genscher, político alemán (f. 2016).
- 22 de marzo: Antonio Isasi-Isasmendi, director y productor de cine español (f. 2017).
- 27 de marzo: 
  - Cyrus Vance, político estadounidense (f. 2002).
  - Miguel Picazo, cineasta español (f. 2016).
  - Mstislav Rostropovich, chelista ruso (f. 2007).
- 31 de marzo: 
  - Alfonso Arana, pintor puertorriqueño (f. 2005).
  - César Chávez, activista laboral mexicano-estadounidense (f. 1993).
  - William Daniels, actor estadounidense.

### Abril

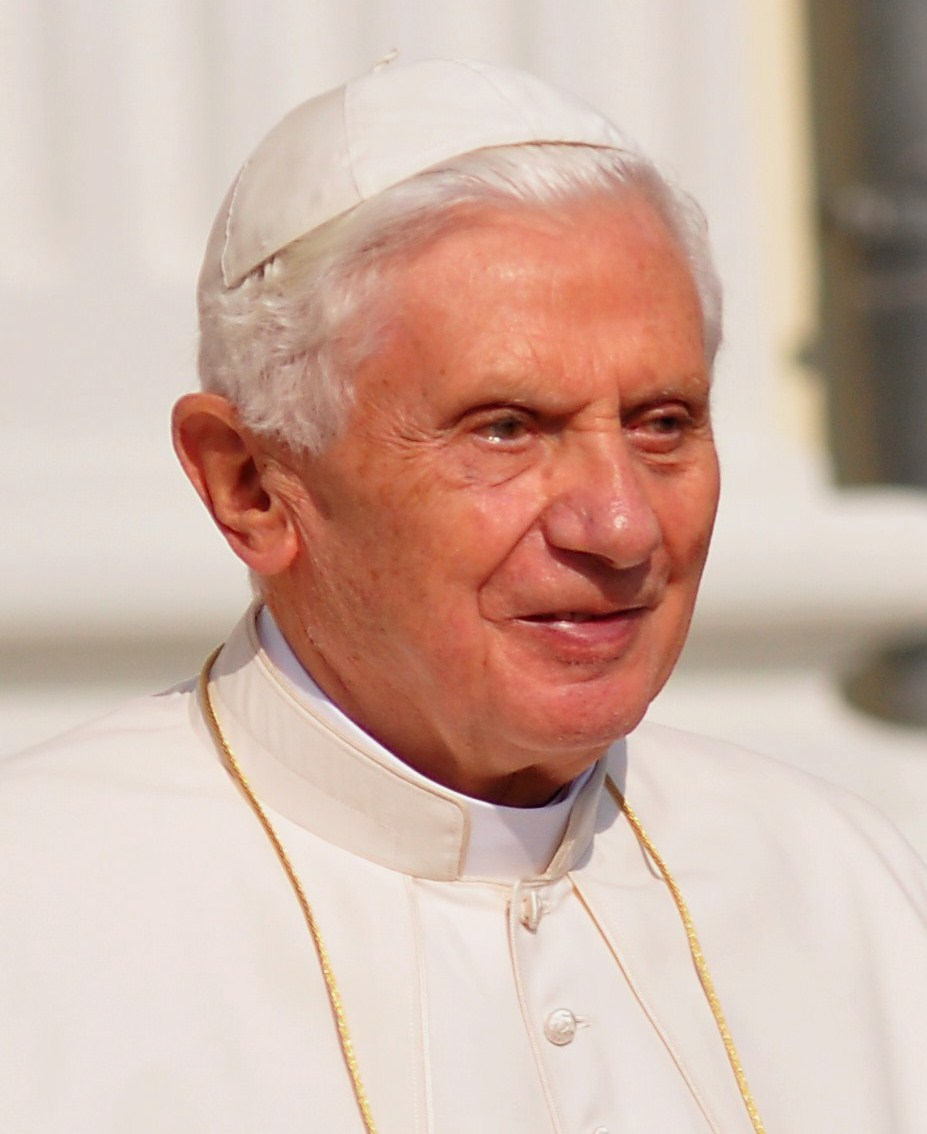
Benedicto XVI

- 1 de abril: Walter Bahr, futbolista estadounidense (f. 2018).
- 2 de abril: Ferenc Puskás, futbolista español de origen húngaro (f. 2006).
- 6 de abril: Gerry Mulligan, saxofonista, clarinetista y compositor estadounidense (f. 1996).
- 11 de abril: Arnaldo Acosta Bello, poeta y escritor venezolano (f. 1996).
- 16 de abril: 
  - Joseph Ratzinger (Benedicto XVI), papa católico alemán (f. 2022).
- 18 de abril: 
  - Tadeusz Mazowiecki, político polaco (f. 2013).
  - Samuel Phillips Huntington, político estadounidense (f. 2008).
- 20 de abril: 
  - Pedro Beltrán,  guionista y actor español. (f. 2007).
  - Phil Hill, piloto estadounidense de automovilismo (f. 2008).
- 22 de abril: Pascal Bentoiu, compositor y musicólogo rumano (f. 2016).
- 25 de abril: 
  - Óscar Yanes, escritor y periodista venezolano (f. 2013).
  - Irene Gutiérrez Caba, actriz española (f. 1995).
  - Corín Tellado, escritora española (f. 2009).

### Mayo
- 5 de mayo: Pat Carroll, actriz estadounidense.(f. 2022)
- 8 de mayo: 
  - Chumy Chúmez, humorista español (f. 2003).
  - László Paskai, cardinal húngaro (f. 2015).
- 9 de mayo: Juan José Pizzuti, futbolista y entrenador argentino  (f. 2020).
- 13 de mayo: Herbert Ross, cineasta estadounidense (f. 2001).
- 25 de mayo: Héctor Juan Nervi, futbolista argentino (f. 2011).
- 27 de mayo: Rafael Escalona, cantautor y compositor colombiano (f. 2009).
- 28 de mayo: Eddie Sachs, piloto estadounidense de automovilismo (f. 1964).

### Junio

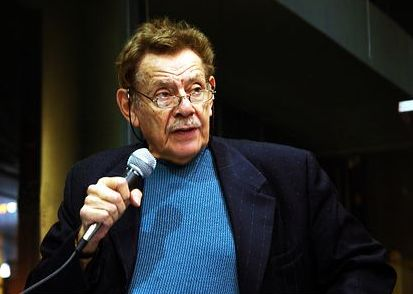
Jerry Stiller

- 7 de junio: Charles de Tornaco, piloto de automovilismo belga (f. 1953).
- 8 de junio: Jerry Stiller, actor y comediante estadounidense (f. 2020).
- 9 de junio: Franco Donatoni, compositor italiano (f. 2000).
- 10 de junio: Ladislao Kubala, futbolista español de origen húngaro (f. 2002).
- 11 de junio: Germán Lopezarias, periodista español (f. 2003).
- 13 de junio: Slim Dusty, cantautor australiano (f. 2003).
- 15 de junio: Ibn-e-Insha, humorista pakistaní y poeta en urdú (f. 1978).
- 17 de junio: 
  - Felipe Elvir Rojas, poeta, periodista y editor hondureño (f. 2005).
  - Lucio Fulci, cineasta italiano (f. 1996).
- 19 de junio: Luciano Benjamín Menéndez, militar argentino (f. 2018).
- 23 de junio: Bob Fosse, actor, coreógrafo y cineasta estadounidense (f. 1987).
- 30 de junio: Sleim Ammar, escritor y médico tunecino (f. 1999).

### Julio
- 3 de julio: Juan Antonio Flores Santana, arzobispo dominicano (f. 2014).
- 4 de julio: 
  - Neil Simon, cineasta estadounidense (f. 2018).
  - Gina Lollobrigida, actriz italiana (f. 2023)
- 6 de julio: Janet Leigh, actriz estadounidense (f. 2004).
- 7 de julio: 
  - Rosa María Moreno, actriz mexicana (f. 2006).
  - Oscar Matus, guitarrista y compositor musical argentino (f. 1991).
- 12 de julio: 
  - Paixão Côrtes, folclorista, compositor, locutor de radio e ingeniero agrónomo brasileño (f. 2018).
  - Oribe Irigoyen, crítico de cine uruguayo (f. 2014).
- 13 de julio: Simone Veil, política y abogada francesa (f. 2017).
- 15 de julio: Carmen Zapata, actriz estadounidense (f. 2014).
- 18 de julio: Antonio García-Trevijano Forte, pensador político español (f. 2018).
- 25 de julio: Carlos Romero Galiana, médico y molinólogo español (f. 2008).
- 27 de julio: Berta Riaza, actriz española (f.2022).
- 28 de julio: 
  - Ermes Muccinelli, futbolista italiano (f. 1994).
  - Heini Walter, piloto suizo de automovilismo (f. 2009).
- 29 de julio: Harry Mulisch, escritor neerlandés (f. 2010).
- 30 de julio: Victor Wong, actor chino-estadounidense (f. 2001).

### Agosto
- 4 de agosto: 
  - Arturo Hernández Grisanti, profesor, diplomático y político venezolano (f. 2008).
  - José Luis Tejada, poeta español (f. 1988).
- 9 de agosto: 
  - Marvin Minsky, científico estadounidense (f. 2016).
  - Beatriz Thibaudín, actriz argentina de cine, teatro y televisión (f. 2007).
- 10 de agosto: Mario Ojeda Gómez, académico mexicano, Presidente del Colegio de México (f. 2013).
- 11 de agosto: Stuart Rosenberg, cineasta estadounidense (f. 2007).
- 18 de agosto: 
  - Rosalynn Carter, primera dama de los Estados Unidos (f. 2023).
  - John Rhodes, piloto de automovilismo británico.
- 19 de agosto: Alejandro Mieres Bustillo, pintor y artista plástico español (f. 2018).
- 21 de agosto: Thomas S. Monson, presidente de la Iglesia de Jesucristo de los Santos de los Últimos Días desde 2008 (f. 2018).
- 25 de agosto: Ferruccio Musitelli, fotógrafo y director de cine uruguayo (f. 2013).
- 28 de agosto: José Climent Barber, compositor y musicólogo español (f. 2017).

### Septiembre
- 9 de septiembre: Elvin Jones, baterista estadounidense (f. 2004).
- 15 de septiembre: Ricardo Miledi, neurocientífico mexicano (f. 2017).
- 16 de septiembre: 
  - Peter Falk, actor estadounidense (f. 2011).
  - Alison de Vere, animadora británica (f. 2001).
- 19 de septiembre: Rosemary Harris, actriz angloestadounidense.
- 20 de septiembre: John Dankworth, compositor, clarinetista y saxofonista británico de jazz (f. 2010).
- 23 de septiembre:
  - Carlos Canache Mata, político venezolano (f. 2023).
  - Laura Cardoso, actriz brasileña.
- 25 de septiembre: Sir Colin Davis, director de orquesta y músico británico (f. 2013).
- 27 de septiembre: Romano Scarpa, dibujante italiano (f. 2005).
- 28 de septiembre: Alicia Raquel Hartridge, primera dama de Argentina entre 1976 y 1981 (f. 2021)
- 29 de septiembre: Josefina Echánove, actriz mexicana (f. 2020).

### Octubre
- 1 de octubre: 
  - Kazuya Sakai, pintor argentino de origen japonés (f. 2001).
  - Tom Bosley, actor estadounidense (f. 2010).
- 6 de octubre: Paul Badura-Skoda, pianista austriaco (f. 2019).
- 7 de octubre: Juan Benet, escritor español (f. 1993).
- 8 de octubre: 
  - César Milstein, bioquímico argentino, premio nobel de medicina en 1984 (f. 2002).
  - Juan Eduardo Hohberg, futbolista uruguayo (f. 1996).
- 14 de octubre: Roger Moore, actor británico (f. 2017).
- 16 de octubre: Günter Grass, escritor alemán, premio Nobel de literatura en 1999 (f. 2015).
- 17 de octubre: Luis Alberto Acuña Gatillon, escritor chileno (f. 2005).
- 19 de octubre: Pierre Alechinsky, pintor belga.
- 25 de octubre: Jorge Batlle, abogado, periodista y político uruguayo, presidente de Uruguay entre 2000 y 2005 (f. 2016).
- 27 de octubre: Carlos Pinzón, locutor, comunicador y empresario colombiano (f. 2020).
- 29 de octubre: Pablo Antoñana, escritor español (f. 2009).

### Noviembre
- 2 de noviembre: Steve Ditko, dibujante estadounidense (f. 2018).
- 7 de noviembre: Hiroshi Yamauchi, empresario japonés (f. 2013).
- 12 de noviembre: Yutaka Taniyama, matemático japonés (f. 1958).
- 14 de noviembre: 
  - José Santos Urriola, profesor y escritor venezolano, miembro fundador de la Universidad Simón Bolívar (f. 1994).
  - Narciso Yepes, guitarrista español (f. 1997).
- 23 de noviembre: Angelo Sodano, cardenal italiano (f.2022).
- 24 de noviembre: Alfredo Kraus, tenor y profesor de canto español (f. 1999).
- 30 de noviembre: 
  - Alfonso Barrantes, político peruano (f. 2000).
  - Robert Guillaume, actor estadounidense (f. 2017).
  - Osvaldo Ribó, cantante argentino de tangos (f. 2015).

### Diciembre
- 2 de diciembre: 
  - Juan Álemann, empresario argentino, ministro de Economía de la dictadura de Videla (f. 2024).
  - Ralph Beard, baloncestista estadounidense (f. 2007).
- 4 de diciembre: Rafael Sánchez Ferlosio, escritor español (f. 2019).
- 5 de diciembre: Bhumibol Adulyadej, rey tailandés (f. 2016).
- 5 de diciembre: Óscar Míguez, futbolista uruguayo (f. 2006).
- 7 de diciembre: Shintaro Tsuji, empresario y escritor japonés.
- 8 de diciembre: 
  - Conchita Moreno, rejoneadora venezolana (f. 2007).
  - Niklas Luhmann, sociólogo alemán (f. 1998).
- 20 de diciembre: Kim Young Sam, presidente coreano (f. 2015).
- 23 de diciembre: Horangel (Horacio Germán Tirigall), astrólogo argentino (f. 2021).
- 25 de diciembre: Ram Narayan, músico indio. (f. 2024).
- 30 de diciembre: Robert Hossein, actor, director y escritor de cine francés (f. 2020).

### Fechas desconocidas
- Victoria Colosio, bailarina, coreógrafa y profesora tanguera argentina (f. 2016).

## Fallecimientos
- 3 de enero: Carle David Tolmé Runge, físico alemán (n. 1856).
- 19 de enero: Carlota de México, emperatriz de México, esposa de Fernando Maximiliano de Habsburgo.
- 28 de enero: M. Maryan, escritora francesa (n. 1847).
- 5 de febrero: Inayat Khan, sufí indio (n. 1882).
- 9 de febrero: Charles Doolittle Walcott, paleontólogo estadounidense (n. 1850).
- 2 de marzo: Marie Lipsius La Mara, historiadora de la música y escritora alemana (n. 1837).
- 4 de marzo: Ira Remsen, químico estadounidense (n. 1846).
- 8 de marzo: Manuel Gondra, político paraguayo (n. 1871).
- 17 de marzo: Victorine Meurent, pintora y modelo pictórica francesa (n. 1844).
- 31 de marzo: Vicente March, pintor español (n. 1859).
- 3 de abril: Ezequiel Huerta Gutiérrez, beato mexicano.
- 3 de abril: Marco Fidel Suárez, presidente colombiano (n. 1855).
- 15 de abril: Gastón Leroux, escritor francés (n. 1868).
- 20 de abril: Enrique Simonet, pintor español (n. 1866).
- 28 de abril: Li Dazhao, intelectual chino (n. 1888).
- 3 de mayo: David Arellano, futbolista chileno (n. 1902).
- 26 de junio: Armand Guillaumin, pintor y litógrafo francés (n. 1841).
- 3 de julio: Enrique Gavira Cano Iribarne, torero español (n.1893).
- 5 de julio: Albrecht Kossel, médico alemán, premio nobel de medicina en 1910 (n. 1853).
- 10 de julio: Louise Abbéma, pintora y diseñadora francesa (n. 1853).
- 10 de julio: B. Lewis Rice, arqueólogo y lingüista indobritánico (f. 1837).
- 11 de agosto: Federico Madariaga, militar y escritor español (n. 1849).
- 18 de agosto: Sascha Schneider, pintor e ilustrador alemán (n. 1870).
- 14 de septiembre: Hugo Ball, poeta dadaísta alemán (n. 1886).
- 28 de septiembre: Willem Einthoven, médico neerlandés, premio nobel de medicina en 1924 (n. 1860).
- 2 de octubre: Svante August Arrhenius, químico sueco, premio nobel de química en 1903 (n. 1859).
- 12 de octubre: Bernardino Nozaleda, religioso dominico y arzobispo español (n. 1844).
- 23 de noviembre: Miguel Agustín Pro, sacerdote jesuita mártir y beato mexicano (n. 1891).
- 24 de diciembre: Vladímir Mijailóvich Béjterev, neurofisiólogo y psiquiatra ruso (n. 1857).
- 29 de diciembre: Francesco Flores D'Arcais, matemático italiano (n. 1849).

## Arte y literatura
- Agatha Christie: Los cuatro grandes.
- Arthur Conan Doyle: El archivo de Sherlock Holmes.
- William Faulkner: Mosquitos.
- Federico García Lorca: Mariana Pineda.
- Hermann Hesse: El lobo estepario (Der Steppenwolf).
- James Joyce
- Franz Kafka: América (publicada póstumamente).
- Antonio Machado y Manuel Machado: Juan de Mañara.
- Upton Sinclair: ¡Petróleo!.
- Virginia Woolf: Al faro.
- Surgimiento de la Generación del 27
- Martin Heidegger: Ser y tiempo

## Ciencia y tecnología
- Sigmund Freud - El porvenir de la ilusión.

## Deporte

### Ciclismo
- Ciclismo : Alfredo Binda gana el primer Campeonato del Mundo de ciclismo, disputado en Nürburgring.

### Fútbol
- Se funda el Club de Fútbol Profesional de la Universidad de Chile.
- Se funda el Club Deportivo Mirandés.
- Se funda el Club Deportivo Cruz Azul.
- Se funda el Corporación Deportiva América
- Se funda el Club Deportivo Maipú de Mendoza
- Nacional realiza una gira por América, obteniendo éxitos similares a los de la Gira Europea de 1925.
- Se funda el Atlético Club San Martín.
- Se funda el Club Sport Boys Association

### Golf
- US Open:  Tommy Armour.
- British Open:  Bobby Jones.
- Campeonato de la PGA:  Walter Hagen.

### Hockey sobre patines
- Del 15 al 18 de abril se celebra el II Campeonato europeo de Hockey sobre patines masculino.

  Inglaterra.
  Francia.
  Suiza.

### Tenis
- Del 8 al 10 de septiembre se celebra la 22ª edición de la Copa Davis.  Francia se proclama campeón.

- Abierto de Australia:
  - Ganadora individual: Esna Boyd por  Australia.
  - Ganador individual: Gerald Patterson por  Australia.

- Abierto de Estados Unidos:
  - Ganadora individual: Helen Wills por  Estados Unidos.
  - Ganador individual: René Lacoste por  Francia.

- Campeonato de Wimbledon:
  - Ganadora individual: Helen Wills por  Estados Unidos.
  - Ganador individual: Henri Cochet por  Francia.

- Torneo de Roland Garros:
  - Ganadora individual: Kornelia Bouman por  Países Bajos.
  - Ganador individual: René Lacoste por  Francia.

## Cine
- Estreno de la película Metrópolis, de Fritz Lang.
- Louis B. Mayer funda la Academia de Artes y Ciencias Cinematográficas.
- Estreno de la película El cantante de jazz, de Alan Crosland.
- Película de Josef von Sternberg y Clarence G. Badger y interpretada por Clara Bow: It (película de 1927)

## Música
- Meade Lux Lewis graba la primera versión de "Honky Tonk Train Blues".

## Premios Nobel
- Física: Arthur Holly Compton, Charles Thomson Rees Wilson.[41]
- Química: Heinrich Otto Wieland.[41]
- Medicina: Julius Wagner-Jauregg.[41]
- Literatura: Henri Bergson.[41]
- Paz: Ferdinand Buisson, Ludwig Quidde.[41]